# Виоланта Висконти
Виоланта (Јоланда) Висконти (1354 – новембар 1386. године), је била друго од двоје деце војводе Галеаца II Висконтија, господара Милана и Павије, и војвоткиње Бјанке Савоја. Отац јој је дао у наследство провинције Алба, Мондови, Кунео, Кераско и Демонте.
Као 13-годишњакиња, уз обећање великог мираза од оца, поред својих територија, била је удата за трећег сина енглеског краља Едварда III, Лајонела од Антверпена, 1. војводу од Кларенса, у цркви Санта Марија Магиоре, претходница катедрале Санта Марија Насценте, Милано, 28. маја 1368. године. Свадбено весеље је било раскошно и разметљиво. Банкет, одржан напољу, укључивао је 30 јела од меса и рибе постављених у потпуно позлаћеним тањирима. Између курсева, гостима су подељени поклони попут оклопа, платна, ратних коња, оружја и ловачких паса. Међу гостима су били Џефри Чосер, Петрарка, Жан Фроасар и Џон Хоквуд. Брак је био кратак. Војвода Лајонел Плантагенет је умро у Алби 17. октобра те године, само пет месеци након венчања. Његова смрт је можда била последица тровања храном. Војвоткиња од Кларенса није имала деце са војводом Лајонелом.
Дана 2. августа 1377. године, Виолантин отац је преговарао о другом браку са Секундотом, маркизом од Монферата. Шеснаест месеци касније, 16. децембра 1378. године, маркиз Секундото је убијен после битке код Пјаћенце (или Астија). Нису имали деце.
18. априла 1381. године, удала се по трећи пут за свог рођака Лудовика Висконтија, лорда гувернера Лодија и Парме. Био је син њеног стрица Бернаба Висконтија и његове супруге Беатрис Регине дела Скала. Имали су сина Ђованија Висконтија, који је рођен после 1382. године. Барбара Такман сугерише да је њен брат можда убио њеног трећег мужа.
Виоланта је умрла у Павији у новембру 1386. године, у 32. години и сахрањена је у базилици Сан Пиетро ин Циел д'Оро.